# 食碎屑动物

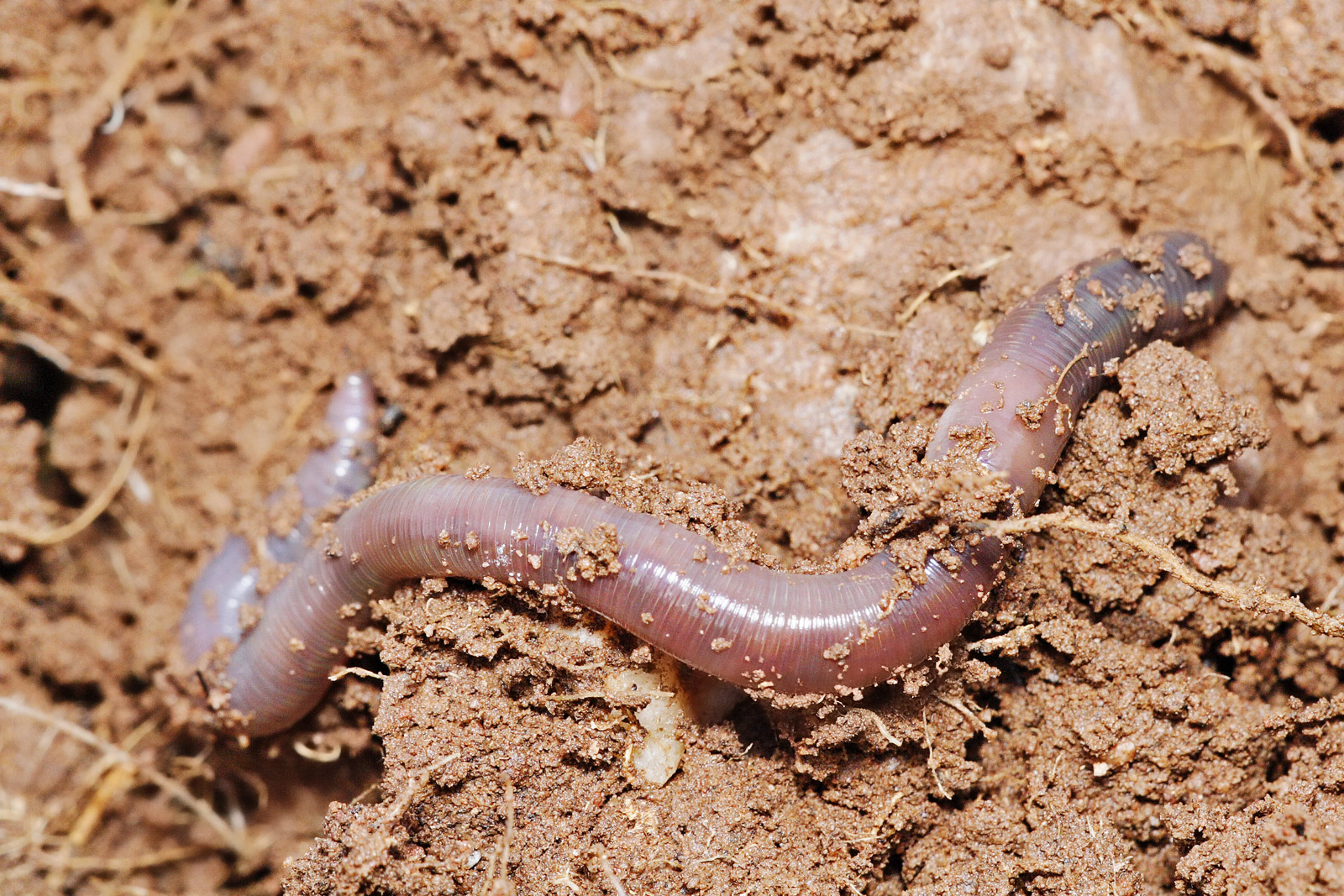
蚯蚓是常见的土栖性食碎屑动物

食碎屑动物或食碎屑者是指通过进食碎屑（腐烂的动植物、动物粪便等）来获取养分的异养生物。食碎屑动物以无脊椎动物为主。食腐动物通常不会被归入食碎屑动物中。虽然二者类似，但食腐动物更倾向于摄入大量的降解蛋白质，以腐肉为主。